# Colombiatopptyrann
Colombiatopptyrann (Myiarchus apicalis) är en fågel i familjen tyranner inom ordningen tättingar.

## Utbredning och systematik
Fågeln förekommer i torra ödemarker i Colombia (väster om östra Anderna). Den behandlas som monotypisk, det vill säga att den inte delas in i några underarter.

## Status
IUCN kategoriserar arten som livskraftig.